# Јасна Бркић
Јасна Бркић (Бања Лука, 1959) је српски магистар економских наука. Бивши је потпредсједник Владе Републике Српске и министар за економске односе и регионалну сарадњу Републике Српске.

## Биографија
Основну и средњу школу завршила је у Бањој Луци, а дипломирала на Економском факултету у Бањој Луци гдје је и стекла звање магистра. Ради је на Економском факултету у Бањалуци као виши асистент на Катедри за пословну економију и менаџмент. Члан је Савјета Економског факултета. Радила је као новинар на Радију Бања Лука и била одборник Скупштине града Бања Лука. Активно се бавила спортом у рукометном клубу Младост Бања Лука. Удата је и има једно дијете.
На позицији министра за економске односе и регионалну сарадњу Републике Српске је била до 29. децембра 2010. године.